# Giovanni Dalle Armi
Giovanni Dalle Armi (... – 1605) è stato un religioso italiano, frate minore osservante.
Fu discepolo del vescovo d'Asti Francesco Panigarola.
Nell'occasione della morte di questo vescovo, Dalle Armi scrisse l'orazione funebre, dal titolo: Oratione funerale di frate Giouanni Dalle Armi minore osseruante, in morte, e sopra il corpo del molto illustre, e reuerendissimo frate Francesco Panigarola vescouo d'Asti, che fu stampata a Torino nel 1594 e poi ristampata a Firenze nel 1595. 